# Eleições estaduais na Paraíba em 2022
As eleições estaduais no estado da Paraíba em 2022 foram realizadas em 2 de outubro (primeiro turno) e 30 de outubro (segundo turno). Os eleitores foram eleger um governador, vice-governador, um senador, 12 deputados para a Câmara dos Deputados e 36 deputados à Assembleia Legislativa. O atual governador João Azevêdo, do PSB (pelo qual se elegeu em 2018, migrando para o Cidadania em 2020),, disputou a reeleição, juntamente com outras sete candidaturas ao cargo.
No primeiro turno, João Azevêdo recebeu 863 174 votos, contra 520 155 do deputado federal Pedro Cunha Lima (PSDB), classificando os dois candidatos para o segundo turno. Nilvan Ferreira (PL) e Veneziano Vital do Rêgo (MDB) ficaram em terceiro e quarto lugares, enquanto Adjany Simplício (PSOL), Major Fábio (PRTB), Antônio Nascimento (PSTU) e Adriano Trajano (PCO) tiveram votações inexpressivas. No segundo turno, o candidato socialista foi reeleito com 1.221.904 votos, contra 1.104.963 do tucano, tendo vencido em 170 municípios, enquanto Pedro Cunha Lima foi mais votado em 53 (inclusive na Região Metropolitana de João Pessoa e em Campina Grande).
Para o Senado Federal, o candidato mais votado foi o deputado federal Efraim Morais Filho, do União Brasil, que teve 617 517 votos, contra 457 679 de Pollyanna Dutra (PSB) e 431 857 de Ricardo Coutinho (PT, que teve a candidatura indeferida), herdando a vaga ocupada por Nilda Gondim, do MDB, eleita como primeira suplente de José Maranhão em 2014 e que assumiu com a morte do titular, em fevereiro de 2021.
O governador e o vice-governador eleitos nesta eleição exercerão um mandato alguns dias mais longo. Isso ocorre devido a Emenda Constitucional n° 111, que alterou a Constituição e estipulou que o mandato dos governadores dos Estados e do Distrito Federal deverá ser iniciado em 06 de janeiro após a eleição. Entretanto, os candidatos eleitos nesta eleição assumem no dia 1 de janeiro de 2023 e entregam o cargo no dia 6 de janeiro de 2027.

## Calendário eleitoral
| Calendário eleitoral      | Calendário eleitoral                                                                       |
| ------------------------- | ------------------------------------------------------------------------------------------ |
| 15 de maio                | Início do financiamento coletivo dos pré-candidatos                                        |
| 20 de julho a 5 de agosto | Convenções partidárias para a escolha dos candidatos e das coligações                      |
| 2 de outubro              | Primeiro turno das eleições                                                                |
| 7 a 28 de outubro         | Propaganda eleitoral gratuita no rádio e na televisão relativa a um eventual segundo turno |
| 30 de outubro             | Eventual segundo turno das eleições                                                        |
| até 19 de dezembro        | Diplomação dos eleitos pela Justiça Eleitoral                                              |

## Candidatos ao governo da Paraíba
| Governador(a)                                                                         | Governador(a)                                                                         | Governador(a)                                                                         | Cargo político anterior                                                               | Vice-Governador(a)                                                                    | Vice-Governador(a)                                                                    | Vice-Governador(a)                                                                    | Coligação/Federação                                                                              | Número eleitoral                                                                      | Tempo de horário eleitoral |
| Candidato                                                                             | Partido                                                                               | Partido                                                                               | Cargo político anterior                                                               | Candidato                                                                             | Partido                                                                               | Partido                                                                               | Coligação/Federação                                                                              | Número eleitoral                                                                      | Tempo de horário eleitoral |
| Adjany Simplicio                                                                      |                                                                                       | PSOL                                                                                  | Sem cargo político anterior                                                           | Jardel Queiroz                                                                        |                                                                                       | UP                                                                                    | Direito ao Futuro Fed. PSOL REDE, UP                                                             | 50                                                                                    | 24s                        |
| João Azevêdo                                                                          |                                                                                       | PSB                                                                                   | Governador da Paraíba (2019-atualmente)                                               | Lucas Ribeiro                                                                         |                                                                                       | PP                                                                                    | Juntos pela Paraíba PSB, Agir, PP, Avante, PMN, PSD, Solidariedade, PODE, Republicanos, Patriota | 40                                                                                    | 3min15s                    |
| Major Fábio                                                                           |                                                                                       | PRTB                                                                                  | Deputado federal pela Paraíba (2007-2011)                                             | Dr. Jod Candeia                                                                       |                                                                                       | PRTB                                                                                  | Sem coligação                                                                                    | 28                                                                                    | Sem tempo de rádio e TV    |
| Antônio Nascimento                                                                    |                                                                                       | PSTU                                                                                  | Sem cargo político anterior                                                           | Alice Maciel                                                                          |                                                                                       | PSTU                                                                                  | Sem coligação                                                                                    | 16                                                                                    | Sem tempo de rádio e TV    |
| Nilvan Ferreira                                                                       |                                                                                       | PL                                                                                    | Sem cargo político anterior                                                           | Artur Bolinha                                                                         |                                                                                       | PL                                                                                    | Sem coligação                                                                                    | 22                                                                                    | 48s                        |
| Pedro Cunha Lima                                                                      |                                                                                       | PSDB                                                                                  | Deputado federal pela Paraíba (2015-atualmente)                                       | Domiciano Cabral                                                                      |                                                                                       | Cidadania                                                                             | Coragem para Mudar Fed. PSDB Cidadania, PDT, UNIÃO, PMB, PROS, PSC, PTB                          | 45                                                                                    | 3min23s                    |
| Veneziano Vital do Rêgo                                                               |                                                                                       | MDB                                                                                   | Senador pela Paraíba (2019-atualmente)                                                | Maísa Cartaxo                                                                         |                                                                                       | PT                                                                                    | A Paraíba Tem Pressa de Ser Feliz MDB, FE Brasil (PT, PV, PCdoB)                                 | 15                                                                                    | 2min08s                    |
| Apresentação de acordo com a ordem da propaganda eleitoral e representação partidária | Apresentação de acordo com a ordem da propaganda eleitoral e representação partidária | Apresentação de acordo com a ordem da propaganda eleitoral e representação partidária | Apresentação de acordo com a ordem da propaganda eleitoral e representação partidária | Apresentação de acordo com a ordem da propaganda eleitoral e representação partidária | Apresentação de acordo com a ordem da propaganda eleitoral e representação partidária | Apresentação de acordo com a ordem da propaganda eleitoral e representação partidária | Apresentação de acordo com a ordem da propaganda eleitoral e representação partidária            | Apresentação de acordo com a ordem da propaganda eleitoral e representação partidária | Sobras: 2s                 |

### Candidaturas indeferidas
| Governador(a)   | Governador(a) | Governador(a) | Cargo político anterior     | Vice-Governador(a) | Vice-Governador(a) | Vice-Governador(a) | Coligação/Federação | Número eleitoral | Tempo de horário eleitoral |
| Candidato       | Partido       | Partido       | Cargo político anterior     | Candidato          | Partido            | Partido            | Coligação/Federação | Número eleitoral | Tempo de horário eleitoral |
| Adriano Trajano |               | PCO           | Sem cargo político anterior | José Pessoa        |                    | PCO                | Sem coligação       | 29               | Sem tempo de rádio e TV    |

O TRE-PB indeferiu a candidatura de Adriano Trajano ao Governo devido à não prestação de contas do candidato nas eleições de 2020, quando se candidatou Vereador de Campina Grande.

### Desistências
Lígia Feliciano (PDT), Cabo Gilberto Silva (PL), Luciano Cartaxo (PT), Romero Rodrigues (PSC), Daniella Ribeiro (PSD) e Camilo Duarte (PCO).

## Candidatos ao Senado Federal
| Senador                                               | Senador                                               | Senador                                               | Cargo político anterior                               | Suplentes                                             | Suplentes                                             | Suplentes                                             | Coligação/Federação                                                                              | Número eleitoral                                      | Tempo de horário eleitoral |
| Candidato                                             | Partido                                               | Partido                                               | Cargo político anterior                               | Candidatos                                            | Partido                                               | Partido                                               | Coligação/Federação                                                                              | Número eleitoral                                      | Tempo de horário eleitoral |
| Alexandre Soares                                      |                                                       | PSOL                                                  | Sem cargo político anterior                           | 1° suplente: Celso Batista                            |                                                       | PSOL                                                  | Direito ao Futuro Fed. PSOL REDE, UP                                                             | 500                                                   | 11s                        |
| Alexandre Soares                                      | 2ª suplente: Sizenando Leal                           | PSOL                                                  | Sem cargo político anterior                           |                                                       |                                                       | PSOL                                                  | Direito ao Futuro Fed. PSOL REDE, UP                                                             | 500                                                   | 11s                        |
| André Ribeiro                                         |                                                       | PDT                                                   | Sem cargo político anterior                           | 1° suplente: Karlyne Ramalho                          |                                                       | PDT                                                   | Sem coligação                                                                                    | 123                                                   | 21s                        |
| André Ribeiro                                         | 2ª suplente: Shislaine Cabral                         | PDT                                                   | Sem cargo político anterior                           |                                                       |                                                       | PDT                                                   | Sem coligação                                                                                    | 123                                                   | 21s                        |
| Bruno Roberto                                         |                                                       | PL                                                    | Sem cargo político anterior                           | 1° suplente: Tercio Arnaud                            |                                                       | PL                                                    | Sem coligação                                                                                    | 222                                                   | 24s                        |
| Bruno Roberto                                         | 2ª suplente: Isaac Venerando                          | PL                                                    | Sem cargo político anterior                           |                                                       |                                                       | PL                                                    | Sem coligação                                                                                    | 222                                                   | 24s                        |
| Efraim Filho                                          |                                                       | UNIÃO                                                 | Deputado federal pela Paraíba (2007-atualmente)       | 1° suplente: André Amaral                             |                                                       | PROS                                                  | Coragem para Mudar Fed. PSDB Cidadania, PDT, UNIÃO, PMB, PROS, PSC, PTB                          | 444                                                   | 1min31s                    |
| Efraim Filho                                          | 2° suplente: Erik Marinho                             | UNIÃO                                                 | Deputado federal pela Paraíba (2007-atualmente)       |                                                       | UNIÃO                                                 |                                                       | Coragem para Mudar Fed. PSDB Cidadania, PDT, UNIÃO, PMB, PROS, PSC, PTB                          | 444                                                   | 1min31s                    |
| Manoel Messias                                        |                                                       | PCO                                                   | Sem cargo político anterior                           | 1° suplente: Marcos José                              |                                                       | PCO                                                   | Sem coligação                                                                                    | 290                                                   | Sem tempo de rádio e TV    |
| Manoel Messias                                        | 2ª suplente: Marcone da Silva                         | PCO                                                   | Sem cargo político anterior                           |                                                       |                                                       | PCO                                                   | Sem coligação                                                                                    | 290                                                   | Sem tempo de rádio e TV    |
| Pollyanna Dutra                                       |                                                       | PSB                                                   | Deputada estadual da Paraíba (2019-atualmente)        | 1° suplente: Nagibe Vieira                            |                                                       | PSD                                                   | Juntos pela Paraíba PSB, Agir, PP, Avante, PMN, PSD, Solidariedade, PODE, Republicanos, Patriota | 400                                                   | 1min21s                    |
| Pollyanna Dutra                                       | 2° suplente: Marcos Davi                              | PSB                                                   | Deputada estadual da Paraíba (2019-atualmente)        |                                                       | PP                                                    |                                                       | Juntos pela Paraíba PSB, Agir, PP, Avante, PMN, PSD, Solidariedade, PODE, Republicanos, Patriota | 400                                                   | 1min21s                    |
| Ricardo Coutinho                                      |                                                       | PT                                                    | Governador da Paraíba (2011-2018)                     | 1° suplente: Jeová Campos                             |                                                       | PT                                                    | A Paraíba Tem Pressa de Ser Feliz MDB, FE Brasil (PT, PV, PCdoB)                                 | 133                                                   | 1min08s                    |
| Ricardo Coutinho                                      | 2ª suplente: Alexandre Santiago                       | PT                                                    | Governador da Paraíba (2011-2018)                     |                                                       |                                                       | PT                                                    | A Paraíba Tem Pressa de Ser Feliz MDB, FE Brasil (PT, PV, PCdoB)                                 | 133                                                   | 1min08s                    |
| Sérgio Queiroz                                        |                                                       | PRTB                                                  | Sem cargo político anterior                           | 1° suplente: André Lucena                             |                                                       | PRTB                                                  | Sem coligação                                                                                    | 282                                                   | Sem tempo de rádio e TV    |
| Sérgio Queiroz                                        | 2ª suplente: Natália Alves                            | PRTB                                                  | Sem cargo político anterior                           |                                                       |                                                       | PRTB                                                  | Sem coligação                                                                                    | 282                                                   | Sem tempo de rádio e TV    |
| Apresentação de acordo com a representação partidária | Apresentação de acordo com a representação partidária | Apresentação de acordo com a representação partidária | Apresentação de acordo com a representação partidária | Apresentação de acordo com a representação partidária | Apresentação de acordo com a representação partidária | Apresentação de acordo com a representação partidária | Apresentação de acordo com a representação partidária                                            | Apresentação de acordo com a representação partidária | Sobras: 0min0s             |

Desistiram da pré-candidatura: Sousa Neto (PSOL), Marcelo Queiroga (sem partido), Aguinaldo Ribeiro (PP), Carlão Pelo Bem (PL), Rangel Júnior (PCdoB), Silvana Pilipenko (PMB), Geraldo Medeiros e Heron Cid (ambos do PSB).

## Assembleia Legislativa
O resultado das últimas eleições estaduais e a situação atual da bancada da Assembleia Legislativa da Paraíba está abaixo:
| Filiação Partidária | Filiação Partidária | Membros | Membros    | +/–     |
| Filiação Partidária | Filiação Partidária | Eleitos | Atualidade | +/–     |
| ------------------- | ------------------- | ------- | ---------- | ------- |
|                     | PSB                 | 8       | 8          | Estável |
|                     | Republicanos        | 0       | 6          | 5       |
|                     | PL                  | 1       | 4          | 3       |
|                     | PT                  | 0       | 3          | 3       |
|                     | PSDB                | 3       | 3          | Estável |
|                     | PP                  | 2       | 3          | 1       |
|                     | MDB                 | 1       | 2          | 1       |
|                     | Solidariedade       | 0       | 2          | 2       |
|                     | PSD                 | 1       | 1          | Estável |
|                     | PODE                | 3       | 1          | 2       |
|                     | UNIÃO               | Novo    | 1          | 2       |
|                     | PTB                 | 2       | 1          | 1       |
|                     | PCdoB               | 1       | 1          | Estável |
|                     | PSC                 | 1       | 1          | Estável |
|                     | REDE                | 0       | 1          | 1       |
|                     | PRTB                | 1       | 0          | 1       |
|                     | Cidadania           | 2       | 0          | 2       |
|                     | Avante              | 4       | 0          | 4       |
|                     | Patriota            | 2       | 0          | 2       |
|                     | PSL                 | 2       | 0          | 2       |
| Total               | Total               | 36      | 36         | –       |

## Geradoras do guia eleitoral
No dia 15 de agosto, o Tribunal Regional Eleitoral da Paraíba definiu a ordem das geradoras do guia eleitoral após reunião feita em julho. No primeiro turno, as TVs Cabo Branco (26 de agosto a 5 de setembro), Correio (6 a 17 de setembro) e Tambaú (18 a 29 de setembro) se revezaram na exibição dos programas, enquanto a geração do horário eleitoral no segundo turno será feita pelas TVs Arapuan (7 a 17 de outubro) e Manaíra (18 a 28 do mesmo mês), enquanto a Rádio Tabajara será a geradora do guia eleitoral radiofônico. O sorteio para definir a ordem de exibição na estreia do guia eleitoral foi em 19 de agosto - Pedro Cunha Lima e João Azevêdo tiveram os maiores tempos de programa (3 minutos e 15 segundos para o candidato do PSDB e 3 e 15 para o candidato do PSB, que será o primeiro a abrir a sequência). Como seus partidos não atingiram a cláusula de barreira nas eleições de 2018, Antônio Nascimento (PSTU), Major Fábio (PRTB) e Adriano Trajano (PCO) não tiveram tempo de exibição no horário eleitoral. Entre os candidatos ao Senado, André Ribeiro (PDT) abriu o guia eleitoral, mas sua inserção não foi exibida.
Da mesma forma que os candidatos ao governo estadual (com exceção do PSTU, que não lançou nenhum nome para a disputa), os postulantes à vaga de senador pelo PRTB e pelo PCO (Sérgio Queiroz e Manoel Messias) também não possuíram direito a tempo de exibição no horário eleitoral.

## Debates
| Data                   | Organizadores                    | Mediador         | Adjany Simplício (PSOL) | Adriano Trajano (PCO) | João (PSB) | Major Fábio (PRTB) | Nascimento (PSTU) | Nilvan Ferreira (PL) | Pedro Cunha (PSDB) | Veneziano Vital do Rêgo (MDB) |
| ---------------------- | -------------------------------- | ---------------- | ----------------------- | --------------------- | ---------- | ------------------ | ----------------- | -------------------- | ------------------ | ----------------------------- |
| 7 de agosto de 2022    | TV Manaíra e BandNews FM Manaíra | Cláudia Carvalho | Presente                | Ausente               | Presente   | Presente           | Presente          | Presente             | Presente           | Presente                      |
| 8 de agosto de 2022    | TV Arapuan e Arapuan FM          | Luís Tôrres      | Presente                | Ausente               | Presente   | Presente           | Presente          | Presente             | Presente           | Presente                      |
| 5 de setembro de 2022  | TV Borborema                     | Kalilka Vólia    | Presente                | Ausente               | Presente   | Presente           | Presente          | Presente             | Presente           | Presente                      |
| 27 de setembro de 2022 | TV Cabo Branco e TV Paraíba      | Helter Duarte    | Presente                | Ausente               | Presente   | Ausente            | Ausente           | Presente             | Presente           | Presente                      |

## Pesquisas de opinião

### Governador

#### Primeiro turno
O primeiro turno está marcado para acontecer em 2 de outubro de 2022.
| Institutos de opinião | Datas de realização                | Entrevistados | João PSB | Veneziano MDB | Cunha PSDB | Nilvan PL | Fábio PRTB | Simplício PSOL | Nascimento PSTU | Trajano PCO | Abstenções/ Indecisos | Vantagem |
| Institutos de opinião | Datas de realização                | Entrevistados |          |               |            |           |            |                |                 |             | Abstenções/ Indecisos | Vantagem |
| Ipec                  | 28–30 de setembro de 2022          | 800           | 37%      | 21%           | 21%        | 14%       | 0%         | 0%             | 1%              | 0%          | 7%                    | 16%      |
| Instituto Verita      | 21–25 de setembro de 2022          | 1.512         | 34,1%    | 22,2%         | 15,1%      | 22,2%     | 1%         | 1,1%           | 1,1%            | 1,1%        | 2,1%                  | 12,9%    |
| Ipec                  | 19–21 de setembro de 2022          | 800           | 35%      | 15%           | 20%        | 14%       | 0%         | 0%             | 0%              | 0%          | 21%                   | 15%      |
| Real Time Big Data    | 16–17 de setembro de 2022          | 1.000         | 33%      | 17%           | 14%        | 15%       | 2%         | 1%             | 0%              | 0%          | 18%                   | 16%      |
| Instituto Verita      | 29 de agosto–2 de setembro de 2022 | 1.512         | 28,7%    | 18,6%         | 15,5%      | 17,8%     | 0,5%       | 1,1%           | 0,1%            | 0,4%        | 17,4%                 | 10,1%    |
| Opus                  | 29–31 de agosto de 2022            | 1.000         | 31%      | 16%           | 18%        | 14%       | 1%         | 1%             | 0%              | 1%          | 19%                   | 13%      |
| Ipec                  | 26–28 de agosto de 2022            | 800           | 32%      | 14%           | 16%        | 15%       | 1%         | 1%             | 0%              | 1%          | 20%                   | 16%      |
| Real Time Big Data    | 20–22 de agosto de 2022            | 1.500         | 29%      | 14%           | 14%        | 15%       | 1%         | 1%             | 0%              | 0%          | 26%                   | 14%      |
| PB Agora/Datavox      | 18–20 de agosto de 2022            | 2.000         | 28,6%    | 12,5%         | 16,5%      | 12,8%     | 1,1%       | 0,6%           | 0,6%            | 0,4%        | 26,9%                 | 12,1%    |

### Segundo turno
O segundo turno entre os dois candidatos irá acontecer no dia 30 de outubro.
| Institutos de opinião | Datas de realização      | Entrevistados | João PSB | Cunha PSDB | Abstenções/ Indecisos | Vantagem |
| Institutos de opinião | Datas de realização      | Entrevistados |          |            | Abstenções/ Indecisos | Vantagem |
| Consult               | 22–23 de outubro de 2022 | 1.600         | 48,31%   | 39,31%     | 12,38%                | 9%       |
| Real Time Big Data    | 22–24 de outubro de 2022 | 1.000         | 50%      | 41%        | 9%                    | 9%       |
| Instituto Veritá      | 17–20 de outubro de 2022 | 1.512         | 45,5%    | 45,7%      | 8,9%                  | 0,2%     |
| Ipec                  | 18–20 de outubro de 2022 | 800           | 47%      | 42%        | 11%                   | 5%       |
| Real Time Big Data    | 15–17 de outubro de 2022 | 1.000         | 49%      | 38%        | 13%                   | 11%      |
| Real Time Big Data    | 8–10 de outubro de 2022  | 1.000         | 48%      | 39%        | 13%                   | 9%       |

### Senador
| Institutos de opinião | Datas de realização                | Entrevistados | Pollyana PSB | Coutinho PT | Efraim UNIÃO | Bruno PL | André PDT | Queiroz PRTB | Alexandre PSOL | Messias PCO | Abstenções/ Indecisos | Vantagem |
| Institutos de opinião | Datas de realização                | Entrevistados |              |             |              |          |           |              |                |             | Abstenções/ Indecisos | Vantagem |
| Ipec                  | 28–30 de setembro de 2022          | 800           | 16%          | 25%         | 25%          | 6%       | 0%        | 5%           | 0%             | 2%          | 37%                   | Empate   |
| Instituto Verita      | 21–25 de setembro de 2022          | 1.512         | 13,4%        | 24,4%       | 19,7%        | 10,7%    | 0,9%      | 7,9%         | 1,2%           | 0,1%        | 21,6%                 | 4,7%     |
| Ipec                  | 19–21 de setembro de 2022          | 800           | 12%          | 27%         | 25%          | 6%       | 0%        | 3%           | 1%             | 2%          | 25%                   | 2%       |
| Real Time Big Data    | 16–17 de setembro de 2022          | 1.000         | 16%          | 33%         | 20%          | 7%       | 1%        | 5%           | 1%             | 0%          | 17%                   | 13%      |
| Instituto Verita      | 29 de agosto–2 de setembro de 2022 | 1.512         | 8,2%         | 26,5%       | 15,3%        | 8%       | 1,4%      | 5,8%         | 1,5%           | 0,5%        | 32,7%                 | 11,2%    |
| Opus                  | 29–31 de agosto de 2022            | 1.000         | 8%           | 24%         | 22%          | 5%       | 3%        | 4%           | 1%             | 1%          | 33%                   | 2%       |
| Ipec                  | 26–28 de agosto de 2022            | 800           | 8%           | 30%         | 20%          | 5%       | 1%        | 2%           | 1%             | 2%          | 31%                   | 10%      |
| Real Time Big Data    | 20–22 de agosto de 2022            | 1.500         | 3%           | 28%         | 17%          | 8%       | 1%        | 5%           | 1%             | 0%          | 37%                   | 11%      |
| PB Agora/Datavox      | 18–20 de agosto de 2022            | 2.000         | 6,1%         | 23,2%       | 19,4%        | 2,8%     | —         | 2,7%         | 0,7%           | 1%          | 44,1%                 | 3,8%     |

## Resultados

### Governador
O candidato Adriano Trajano (PCO) não teve seus votos calculados devido a problemas em sua candidatura junto ao TSE.
| Candidato(a)           | Candidato(a)                  | Vice                         | 1º turno 2 de outubro de 2022 | 1º turno 2 de outubro de 2022 | 2º turno 30 de outubro de 2022 | 2º turno 30 de outubro de 2022 |
| Candidato(a)           | Candidato(a)                  | Vice                         | Total                         | Porcentagem                   | Total                          | Porcentagem                    |
| ---------------------- | ----------------------------- | ---------------------------- | ----------------------------- | ----------------------------- | ------------------------------ | ------------------------------ |
|                        | João Azevêdo (PSB)            | Lucas Ribeiro (PP)           | 863.174                       | 39,65%                        | 1.221.904                      | 52,51%                         |
|                        | Pedro Cunha Lima (PSDB)       | Domiciano Cabral (Cidadania) | 520.155                       | 23,90%                        | 1.104.963                      | 47,49%                         |
|                        | Nilvan Ferreira (PL)          | Artur Bolinha (PL)           | 406.604                       | 18,68%                        | Não participaram               | Não participaram               |
|                        | Veneziano Vital do Rêgo (MDB) | Maísa Cartaxo (PT)           | 373.511                       | 17,16%                        | Não participaram               | Não participaram               |
|                        | Adjany Simplício (PSOL)       | Jardel Queiroz (UP)          | 9.567                         | 0,44%                         | Não participaram               | Não participaram               |
|                        | Major Fábio (PRTB)            | Dr. Jod Candeia (PRTB)       | 2.455                         | 0,11%                         | Não participaram               | Não participaram               |
|                        | Antônio Nascimento (PSTU)     | Alice Maciel (PSTU)          | 978                           | 0,04%                         | Não participaram               | Não participaram               |
|                        | Adriano Trajano (PCO)         | José Pessoa (PCO)            | 280                           | 0,01%                         | Não participaram               | Não participaram               |
| Total de votos válidos | Total de votos válidos        | Total de votos válidos       | 2.176.444                     | 85,29%                        |                                |                                |
| → Votos em branco      | → Votos em branco             | → Votos em branco            | 122.399                       | 4,80%                         |                                |                                |
| → Votos nulos          | → Votos nulos                 | → Votos nulos                | 252.753                       | 9,90%                         |                                |                                |
| Total de votos         | Total de votos                | Total de votos               | 2.551.876                     |                               |                                |                                |
| Abstenções             | Abstenções                    | Abstenções                   | 534.154                       | 17,31%                        |                                |                                |
| Total de inscritos     |                               |                              |                               |                               |                                |                                |

### Eleição para senador
Os candidatos Ricardo Coutinho (PT) e Manoel Messias (PCO) não tiveram seus votos calculados devido a problemas em suas candidaturas junto ao TSE.
| Candidato(a)           | Candidato(a)            | Suplentes                                    | Turno único 2 de outubro de 2022 | Turno único 2 de outubro de 2022 |
| Candidato(a)           | Candidato(a)            | Suplentes                                    | Total                            | Porcentagem                      |
| ---------------------- | ----------------------- | -------------------------------------------- | -------------------------------- | -------------------------------- |
|                        | Efraim Filho (UNIÃO)    | André Amaral (PROS) Erick Marinho (UNIÃO)    | 617.477                          | 30,82%                           |
|                        | Pollyanna Dutra (PSB)   | Nagibe Vieira (PSD) Marcos Davi (PP)         | 457.679                          | 22,84%                           |
|                        | Ricardo Coutinho (PT)   | Jeová Campos (PT) Alexandre Santiago (PT)    | 431.857                          | 21,55%                           |
|                        | Sérgio Queiroz (PRTB)   | André Lucena (PRTB) Natália Alves (PRTB)     | 233.849                          | 11,67%                           |
|                        | Bruno Roberto (PL)      | Tercio Arnaud (PL) Isaac Venerando (PL)      | 231.968                          | 11,58%                           |
|                        | André Ribeiro (PDT)     | Karlyne Ramalho (PDT) Shislaine Cabral (PDT) | 19.903                           | 0,99%                            |
|                        | Alexandre Soares (PSOL) | Celso Batista (PSOL) Sizenando Leal (PSOL)   | 10.289                           | 0,51%                            |
|                        | Manoel Messias (PCO)    | Marcos José (PCO) Marcone da Silva (PCO)     | 773                              | 0,04%                            |
| Total de votos válidos | Total de votos válidos  | Total de votos válidos                       | 1.571.165                        | 61,57%                           |
| → Votos em branco      | → Votos em branco       | → Votos em branco                            | 235.063                          | 9,21%                            |
| → Votos nulos          | → Votos nulos           | → Votos nulos                                | 313.018                          | 12,27%                           |
| Total de votos         | Total de votos          | Total de votos                               | 2.551.876                        | 100%                             |
| Abstenções             | Abstenções              | Abstenções                                   | 534.154                          | 17,31%                           |
| Total de inscritos     |                         |                                              |                                  |                                  |

## Deputados federais eleitos
São relacionados os candidatos eleitos com informações complementares da Câmara dos Deputados. Ressalte-se que os votos em branco eram considerados válidos para fins de cálculo do quociente eleitoral nas disputas proporcionais até 1997 quando essa anomalia foi banida de nossa legislação.
| Deputados federais eleitos | Partido      | Votação | Percentual | Cidade onde nasceu   | Unidade federativa |
| -------------------------- | ------------ | ------- | ---------- | -------------------- | ------------------ |
| Hugo Motta                 | Republicanos | 158.171 | 7,13%      | João Pessoa          | Paraíba            |
| Aguinaldo Ribeiro          | PP           | 135.001 | 6,09%      | Campina Grande       | Paraíba            |
| Cabo Gilberto Silva        | PL           | 126.876 | 5,72%      | Santa Rita           | Paraíba            |
| Mersinho Lucena            | PP           | 114.818 | 5,18%      | João Pessoa          | Paraíba            |
| Romero Rodrigues           | PSC          | 114.573 | 5,17%      | Campina Grande       | Paraíba            |
| Murilo Galdino             | Republicanos | 112.891 | 5,09%      | Pocinhos             | Paraíba            |
| Wellington Roberto         | PL           | 109.067 | 4,92%      | São José de Piranhas | Paraíba            |
| Ruy Carneiro               | PSC          | 102.531 | 4,62%      | Rio de Janeiro       | Rio de Janeiro     |
| Wilson Santiago            | Republicanos | 84.407  | 3,81%      | Uiraúna              | Paraíba            |
| Gervásio Maia              | PSB          | 69.405  | 3,13%      | São Paulo            | São Paulo          |
| Damião Feliciano           | UNIÃO        | 64.023  | 2,89%      | Campina Grande       | Paraíba            |
| Luiz Couto                 | PT           | 54.851  | 2,47%      | Soledade             | Paraíba            |

## Deputados estaduais eleitos
Estavam em jogo 36 cadeiras na Assembleia Legislativa da Paraíba.
| Deputados estaduais eleitos | Partido       | Votação | Percentual | Cidade onde nasceu   | Unidade federativa |
| --------------------------- | ------------- | ------- | ---------- | -------------------- | ------------------ |
| Adriano Galdino             | Republicanos  | 59.329  | 2,64%      | Campina Grande       | Paraíba            |
| Wallber Virgolino           | PL            | 49.419  | 2,20%      | Pombal               | Paraíba            |
| Felipe Leitão               | PSD           | 48.277  | 2,15%      | João Pessoa          | Paraíba            |
| Fábio Ramalho               | PSDB          | 48.260  | 2,15%      | São Roque            | São Paulo          |
| Eduardo Carneiro            | Solidariedade | 47.535  | 2,12%      | João Pessoa          | Paraíba            |
| Wilson Santiago Filho       | Republicanos  | 47.129  | 2,10%      | João Pessoa          | Paraíba            |
| Michel Henrique             | Republicanos  | 46.699  | 2,08%      | João Pessoa          | Paraíba            |
| João Paulo                  | PP            | 46.088  | 2,05%      | Campina Grande       | Paraíba            |
| Chico Mendes                | PSB           | 43.068  | 1,92%      | Cajazeiras           | Paraíba            |
| Tanilson Soares             | PSB           | 42.087  | 1,87%      | João Pessoa          | Paraíba            |
| Tião Gomes                  | PSB           | 41.806  | 1,86%      | Pombal               | Paraíba            |
| Júnior Araújo               | PSB           | 41.800  | 1,86%      | Cajazeiras           | Paraíba            |
| Dra. Jane Panta             | PP            | 41.277  | 1,84%      | Lorena               | São Paulo          |
| Márcio Roberto              | Republicanos  | 40.909  | 1,82%      | São Bento            | Paraíba            |
| Francisca Motta             | Republicanos  | 40.230  | 1,79%      | Catolé do Rocha      | Paraíba            |
| Drª. Paula                  | PP            | 38.799  | 1,73%      | São José de Piranhas | Paraíba            |
| João Gonçalves              | PSB           | 37.431  | 1,67%      | João Pessoa          | Paraíba            |
| Danielle do Vale            | Republicanos  | 37.235  | 1,66%      | Mamanguape           | Paraíba            |
| Caio Roberto                | PL            | 36.809  | 1,64%      | Campina Grande       | Paraíba            |
| Galego de Sousa             | PP            | 34.452  | 1,53%      | São Bento            | Paraíba            |
| Dr. Taciano Diniz           | UNIÃO         | 33.779  | 1,50%      | Curral Velho         | Paraíba            |
| Jutay Meneses               | Republicanos  | 33.272  | 1,48%      | Cairu                | Bahia              |
| Camila Toscano              | PSDB          | 32.586  | 1,45%      | João Pessoa          | Paraíba            |
| Cida Ramos                  | PT            | 31.819  | 1,42%      | Sapé                 | Paraíba            |
| Hervázio Bezerra            | PSB           | 31.798  | 1,42%      | João Pessoa          | Paraíba            |
| Branco Mendes               | Republicanos  | 31.202  | 1,39%      | Aguiar               | Paraíba            |
| Chió                        | REDE          | 28.569  | 1,27%      | Esperança            | Paraíba            |
| George Morais               | UNIÃO         | 26.733  | 1,19%      | João Pessoa          | Paraíba            |
| Anderson Monteiro           | MDB           | 25.218  | 1,12%      | Esperança            | Paraíba            |
| Inácio Falcão               | PCdoB         | 24.266  | 1,08%      | Campina Grande       | Paraíba            |
| Dr. Romualdo                | MDB           | 24.075  | 1,07%      | João Pessoa          | Paraíba            |
| Tovar Lima                  | PSDB          | 23.577  | 1,05%      | João Pessoa          | Paraíba            |
| Dr. Eduardo Brito           | Solidariedade | 22.778  | 1,01%      | Mamanguape           | Paraíba            |
| Luciano Cartaxo             | PT            | 22.272  | 0,99%      | Sousa                | Paraíba            |
| Gilbertinho                 | UNIÃO         | 21.893  | 0,97%      | Pombal               | Paraíba            |
| Sargento Neto               | PL            | 20.602  | 0,92%      | Campina Grande       | Paraíba            |